# Modulo
Modulo je v računalništvu in matematiki operacija, ki izračuna ostanek pri celoštevilskem deljenju dveh števil.
Če sta števili, a in n, potem je a modulo n (pogosto okrajšano a mod n) ostanek pri deljenju a z n. Na primer »8 mod 3« je enako 2, »9 mod 3« pa je enako nič - reče se tudi, da je 9 deljivo s 3.
Ostanek r je običajno:
{\displaystyle 0\leq |r|<n\!\,,}
pri čemer je ostanek negativen le, če je n < 0. 
Ostanek se lahko izračuna tudi kot:
{\displaystyle a-n\left\lfloor {a \over n}\right\rfloor \!\,,}
kjer je  {\displaystyle \lfloor x\rfloor } funkcija celi del števila x.
V večini programskih jezikov je modulo vgrajen operator z naslednjim zapisom:
a % n
ali
a mod n.